# Ca l'Amat
Ca l'Amat és una obra de Riells i Viabrea (Selva) inclosa a l'Inventari del Patrimoni Arquitectònic de Catalunya.

## Descripció
És un mas de dimensions considerables de tres plantes, vessants a laterals i cornisa catalana. Tot i que ha estat força restaurat, conserva el portal quadrangular amb llinda monolítica amb la data inscrita de 1787. Les finestres del primer pis són emmarcades amb pedra i les de la planta superior presenten brancals de rajol i llinda de fusta. La façana principal té adossat perpendicularment un porxo obert. El mur cantoner de la dreta és corbat.
El parament és de pedra vista excepte la façana posterior, recolzada a la muntanya, que és arrebossada.

## Història
La construcció de la casa data de l'any 1787.
Joan Tardà i Fortuny que va viure a ca l'Amat, va ser alcalde l'any 1931 i el 1936.